# Antoni Karaś (dyplomata)
Antoni Jerzy Karaś (ur. 25 grudnia 1932 w Kazimierzu) – polski ekonomista, dyplomata i polityk, ambasador w Algierii (1972–1977), wiceminister handlu zagranicznego i gospodarki morskiej (1978–1981) oraz handlu zagranicznego (1981–1985).

## Życiorys
Syn Kacpra i Katarzyny. W 1946 ukończył szkołę powszechną w Kazimierzu. Następnie do 1949 uczęszczał do Państwowego Męskiego Gimnazjum Handlowego w Sosnowcu, a od 1949 do 1951 do Państwowego Liceum Administracyjno-Gospodarczego w Sosnowcu. W latach 1951–1954 odbył studia I stopnia na Wydziale Handlu Zagranicznego Szkoły Głównej Służby Zagranicznej w Warszawie. W latach 1954–1956 studiował na Wydziale Handlu Zagranicznego Szkoły Głównej Planowania i Statystyki w Warszawie, uzyskując dyplom magistra ekonomii.
Od 1955 do 1962 pracował jako radca, starszy radca oraz naczelnik wydziału w Ministerstwie Handlu Zagranicznego (MHZ). Od października 1962 do października 1967 pracował w Biurze Radcy Handlowego przy Ambasadzie w Paryżu. Od października 1967 wicedyrektor Departamentu Obrotu Towarowego, a od kwietnia 1971 do czerwca 1972 dyrektor Departamentu Traktatów III i IV w MHZ. Od 29 czerwca 1972 do 24 maja 1977 pełnił funkcję ambasadora w Algierii, z jednoczesną akredytacją w Mauretanii. Od 27 lutego 1978 do czerwca 1978 był prezesem Zrzeszenia „Agropol” w randze dyrektora generalnego w Ministerstwie Handlu Zagranicznego i Gospodarki Morskiej. Od 13 czerwca 1978 do 10 sierpnia 1981 był podsekretarzem stanu w Ministerstwie Handlu Zagranicznego i Gospodarki Morskiej, a od 10 sierpnia 1981 do 5 września 1985 podsekretarzem stanu w Ministerstwie Handlu Zagranicznego. Następnie został powołany na stanowisko radcy handlowego przy Ambasadzie w Brukseli.
W 1959 wstąpił do Polskiej Zjednoczonej Partii Robotniczej. Pełnił funkcje II sekretarza Podstawowej Organizacji Partyjnej przy Ambasadzie w Paryżu (1964–1966) oraz I sekretarza Komitetu Zakładowego przy MHZ (1968–1972).